# Mimosybra discreta
Mimosybra discreta es una especie de escarabajo del género Mimosybra, familia Cerambycidae. Fue descrita científicamente por Pascoe en 1865.
Se distribuye por Indonesia, Filipinas y Papúa Nueva Guinea. Posee una longitud corporal de 10,5-11,25 milímetros.